# Роготченко Олексій Петрович
Рого́тченко Олексі́й Петро́вич, (23 лютого 1919, с. Великі Кринки (с. Бетяги) Глобинського району Полтавської області — 27 грудня 2005, Київ) — український письменник, член Спілки письменників України (1972). Головний редактор журналу Радуга у 1988-1995 роках..

## Життєпис
Народився 23 лютого 1919 року в селі Бетяги (що нині увійшли до складу с. Великі Кринки Глобинського району на Полтавщині) в селянській родині. Батьки письменника були заможними господарями, але наприкінці 1929 року, коли розпочалася колективізація, віддали землю у колгосп, і вся родина виїхала до Бурят-Монгольської АРСР.
Згодом Олексій Петрович повернувся в Україну. Деякий час навчався у Харківському університеті (з 1938 по 1941 рік) на одному курсі з письменником  Олесем Гончаром, з яким вони мешкали в одній кімнаті гуртожитку і підтримували все життя дружні стосунки. Про це свідчать його спогади, занотовані сином у книзі  О.О. Роготченко. «Мистецтвознавство: Роздуми і життя»
Другу світову війну  пройшов у жорстоких боях за визволення батьківщини. Був редактором дивізійної газети. Нагороджений орденами і медалями. Військове лихоліття, подвиг народу на війні, трудове відродження України стали темами перших художніх і публіцистичних книжок Олексія Роготченка. 

У повоєнний час Олексій Петрович успішно закінчив історичний факультет Ніжинського педагогічного інституту (1955)..
Кілька років Олексій Петрович працював кореспондентом газети «Известия» у Бурятській АРСР, кореспондентом «Комсомольської правди».
З 1965 року О. П. Роготченко був заступником головного редактора журналу Радуга, у 1988-1995 роках — головним редактором..
У 1972 вступив до Спілки письменників України (спочатку Спілки письменників СРСР) як автор романів і численних нарисів. Писав українською і російською мовами.
Письменник помер 27 грудня 2005 року, похований в м. Києві на Байковому кладовищі.

## Нагороди
- Орден Вітчизняної війни другого ступеню[4].
- Орден Червоної Зірки[5].
- Почесна Грамота Ради міністрів,
- Орден «Знак Пошани»
- Грамота Президії Верховної Ради України.[6].

## Творчість
Провідною темою ранньої творчості О. Роготченка була Друга світова війна, у якій він брав участь. Перша книга автора вийшла у 1948 році під назвою «Скала Дашнева», присвячена подвигу народу на війні. Згодом трудове відродження України стало темамою художніх і публіцистичних книжок.
Особливий творчий злет автора припадає на період праці у київському журналі «Радуга» . Виходить його збірка повістей і оповідань «Нехай завжди буде сонце», через рік — «Бійці пішли на завдання». Згодом виходять у світ книжки «Червоні айстри» (1970), «Коли квітнуть мімози» (1971), «Ранок у Саянах» (1977), «Поверайтеся, журавлі» (1979). Кількома виданнями вийшов нарис «Уманське диво» (на рос.)
У 80-х роках пише ще кілька книг: «А небо залишається блакитним» (1984), «Щедрої душі людина» (1985).
Письменник із захопленням описував історію українських ландшафтних парків, красу природи, побачену у подорожах. Писав гостросюжетні пригодницькі і фантастичні твори. Загалом  О.Роготченко  став автором 12 романів, сотень повістей та начерків.

### Вибрані твори
- Роготченко А. П. , Корнейко А. Где ты, планета Радужная? : фантаст. повесть / А. П. Роготченко, А. И. Корнейко. — К. : Український письменник, 1993. — 42 с.[7].
- Роготченко А. П. Когда погиб Милован: роман / А. П. Роготченко, А. И. Корнейко. — К. : Политиздат Украины, 1990. — 298 с.
- Роготченко А. П. Рота / А. П. Роготченко. — К. : Радянський письменник, 1974. — 246 с.
- Роготченко А. П. Уманское чудо: [О Софиев. парке] / А. П. Роготченко. — 2-е изд., перераб. и доп. — К. : Будівельник, 1980. — 96 с.
- Роготченко А. П. Уманское чудо: Софиевка: [фотоальбом] / А. П. Роготченко. — К. : Реклама, 1977. — 119 с.
- Роготченко А. П. Утро в Саянах: повесть и рассказы / А. П. Роготченко. — К. : Радянський письменник, 1977. — 232 с.
- Роготченко О. П., Будник М. К. Сад на заклятих скелях (Заремба). К.: Молодь.1970[8]

### Сім'я
Перша дружина — мистецтвознавиця Стрелова Зоя Костянтинівна (нар. 1927);син  — доктор  мистецтвознавства Роготченко Олексій Олексійович (нар. 1954); онук  —художник Роготченко Костянтин Олексійович (нар. 1989).
Друга дружина — Роготченко Інна Семенівна (нар. 1936); донька  — Роготченко Ірина Олексіївна (1964-2019).